# Consensualisme en droit français
Le principe du consensualisme est, en droit français, un principe juridique selon lequel le contrat ne doit pas être formé selon une forme préétablie. En vertu de cette idéologie, le critère prédominant de l'existence du contrat est l'existence d'un consentement et d'un accord de volonté des parties.
Le principe du consensualisme s'oppose au droit romain, qui posait l'exigence de formes particulières. Le consensualisme s'oppose dès lors au formalisme. On dit également qu'un contrat consensuel s'oppose à un contrat solennel. On distingue également parfois le contrat consensuel du contrat réel.

## Définition du principe du consensualisme
Le principe du consensualisme est la rencontre des volontés des parties, peu importe la forme des contrats, pour autant qu'il y ait une intention juridique. Le consensualisme est reconnu comme une valeur de principe dans le droit français des contrats. Le développement du consensualisme juridique constitue un trait caractéristique de l’évolution du droit au XXe siècle. Dans le droit positif, le consensualisme se transparait par l'assiduité des catégories.
Les contrats du droit français sont consensuels par principe, et solennels ou réels par exception ce qui voudrait dire que le seul consentement ne suffit pas ; dans bien des cas, il y a aussi l'accomplissement de certaines formalités pour que le contrat soit valablement formé. Le contrat consensuel relève de la science du droit et constitue en effet une opération doctrinale. Le consensualisme désigne le mouvement par lequel un système juridique admet la validité d'un contrat accompli en dehors des formes préétablies. Avec celui-ci le contrat existe juridiquement indépendamment de la forme qu'il emprunte. Par ailleurs, il peut être défini comme le contrat par lequel le seul échange de consentement par les parties vaut valablement la conclusion dudit contrat.

## Les exceptions du principe du consensualisme en droit français
Ses exceptions consistent au regard droit français, dans les contrats réels dont la formation même est subordonnée à la remise  d'une chose et dans les contrats solennels dont la validité dépend de l'accomplissement d'une forme, généralement un écrit. Les atténuations au principe résultent de deux textes : il y a d'une part les dispositions de l'article 1359 (anciennement 1341) relatives aux règles de preuve et d'autre part, les textes qui régissent les règles de publicité.

### Domaine de l'article 1359 du code civil
L'article 1359 du code civil impose le principe par écrit pour les actes juridiques supérieurs à une certaine somme fixé par décret. Le contrat étant un acte juridique, la preuve de celui-ci doit se faire par écrit (écrit sur support papier ou écrit électronique). Bien que l’écrit ne soit pas exigé qu'à titre probatoire, il constitue une atténuation au principe du Consensualisme.

## La notion du consensualisme, fondement de la théorie générale des contrats
Le principe du consensualisme est la base de tous contrats, pour celui-ci les contrats sont en principe valables par le seul échange des consentements. Le contrat, étant un outil juridique indispensable à la vie des individus et des entreprises qui, sans lui, ne pourraient procéder à aucun échange économique organisé ni créer aucune organisation collective structurée. Qu'en ce sens, il est defini de manière classique comme un acte de volonté accompli en vue de produire des effets de droit. Le consensualisme est d'abord un instrument de classification des contrats : dans la trilogie des contrats consensuels, formels et réels, la catégorie du contrat consensuel, issue de la dissociation entre la forme et l'engagement, a servi de modèle à la conception volontariste du contrat dans le Code Napoléon, mais la classification elle-même n'a, dans le système du Code, justement parce qu'il est fondé sur cette conception, qu'une pertinence imparfaite. L'érosion de la catégorie des contrats réels, assise moins ferme qu'il n'y paraît de la catégorie des contrats solennels (il y a beaucoup de formalisme contractuel, certes, mais pas autant de nullités absolues du contrat entier pour violation d'une forme ad solemnitatem)... Alors qu'en tant qu'idéologie et malgré sa position dominante du droit contemporain des contrats, le consensualisme serait en déclin, en tant que catégorie juridique, le contrat consensuel aurait encore le haut du pavé. Il existe sous d'innombrables formes de contrats sur lesquels agit le principe du consensualisme ainsi que sur la substance de ces dits c'est- à -dire sur le fond des contrats.

### L'influence du consensualisme sur les éléments formels des contrats
Le consensualisme n'exerce qu'une influence restreinte sur les éléments formels du contrat mais il en existe quand même. Dans une tendance historique, il a conduit à exclure la définition du contrat, et corrélativement, à la déplacer vers le droit des contrats. Le contrat est l'union d'une action et d'une forme. L'obligation juridique naît de la forme par conséquent le contrat est défini par sa forme. Le consensualisme désigne le principe par lequel un système juridique admet la validité d'un contrat en dehors des formes prédéfinies. Aussi, les contrats peuvent être conclus, au gré des parties audit contrat, et ce sous une forme quelconque et dont on dit qu'ils résultent du seul échange des consentements. L'on a pour habitude de dire que dans un système juridique consensuel, le formalisme devient l'exceptionnel alors que ses deux notions sont intimement liées car celles-ci représentent deux conceptions concurrent du rôle de la forme. Avec le formalisme, le principe tient dans le rapprochement de la forme et du contrat ;avec le consensualisme, le contrat existe juridiquement indépendamment de la forme qu'il emprunte.

### L'influence du consensualisme sur le fond, la substance des contrats
L'impact du consensualisme sur les éléments substantiels du contrat est en revanche déterminant : il fournit une définition du contrat fondée sur l'échange des consentements qui consacre la valeur juridique de la promesse abstraite. Le consensualisme véhicule une théorie de la convention qui s'appuie sur une procédure, l'échange des consentements, et une norme, « pacta sunt servanda », cette expression latine qui signifie le respect de la parole donnée vaudrait que lorsque deux personnes s'engagent à contracter, il faille que chaque partie contractante respecte son obligation, son engagement. Il nécessite, en contrepoint, de confier au juge les plus larges pouvoirs pour qualifier et apprécier les conventions dont le contenu est élargi à l'extrême en raison du principe du consensualisme. Il implique de considérer le juge du point de vue de sa fonction d'arbitre, chargé de résoudre les litiges plutôt que de dire le droit selon la " clause générale de validité" des promesses qui caractérise le système du consensualisme. Ignorant la distinction entre l'ordre juridique et l'ordre moral, il constitue, plus largement, une conception des rapports obligatoires en rupture avec les critères du système de droit formel et invite à la réflexion sur les systèmes concurrents, les systèmes non-formels.
En définitive, l'on pourrait dit que le principe du consensualisme est à la base de tous les contrats en droit et en particulier le contrat consensuel. Le contrat consensuel se démarque spécifiquement de certains contrats voisins que sont le contrat solennel et le contrat réel au regard de la validité de ces dits contrats.

## Le contrat consensuel et les contrats voisins
Les contrats en droit français sont consensuels par principes et solennels et réels par exception, ce qui signifie qu'ils se trouvent parfois soumis à une condition supplémentaire de validité ou de formation relative à la forme. La distinction entre ces types de contrats consensuels, solennels et réels nous vient du droit romain qui connaissait les contrats ( re, litteris, verbis et consensu) et figure aujourd'hui à l'article 1109 du Code civil.

### Le contrat consensuel
Le consentement est l'un des éléments essentiels du contrat. C'est aussi un élément substantiel et intangible du contrat. Le consentement contribue à la structuration du contrat L'absence du consentement affecte la validité du contrat. La notion de consentement est un élément fondamental du consensualisme et un facteur de l'unification du contrat. Le contrat consensuel est un contrat qui se forme par le seul échange des consentements en l'absence de toute formalité. Il en est ainsi de la vente. Selon les dispositions de l'article 1583 du code civil, le contrat de vente doit être considéré comme conclu et la propriété acquise de droit à l’acquéreur dès lors qu'il y a accord entre les parties contractantes sur la chose et sur le prix. Peu importe que la chose c'est-à-dire le bien acheté n'ait pas encore été livré à l’acquéreur par le vendeur. Il faut préciser qu'en principe tous les contrats sont consensuels sauf prescription contraire du législateur.

### Le contrat solennel
Le contrat solennel quant à lui est un contrat qui nécessite outre l'accord de volonté entre les cocontractants, l'accomplissement d'une formalité laquelle consiste dans la rédaction d'un écrit. Cet écrit consiste généralement dans la rédaction d'un acte authentique. Ainsi, la constitution d'une hypothèque pour la vente d'un bien immobilier nécessite la rédaction d'un acte notarial. L'on pourrait illustrer ce fait avec l'Acte Uniforme de l'OHADA portant organisation des sûretés.
Le non-respect de la formalité prescrite par la loi entraîne la nullité absolue du contrat solennel. Cependant, les parties au dit contrat peuvent elles-mêmes déroger au principe du consensualisme car il n'est pas d'ordre public, pour ériger telle ou telle formalité en élément essentiel à la validité de leur contrat.

### Le contrat réel
Le contrat réel est un contrat qui ne se forme que par la remise de la chose, objet du contrat ; le seul accord de volonté s'avère insuffisant. À défaut de la remise de la chose, le contrat réel n'est pas conclu ; la sanction du défaut de remise de la chose est l'inexistence. On peut, à titre d'exemple, citer le contrat de dépôt consacré par l'article 1919 du code civil et aussi le contrat de prêt contenu dans les articles 1874 et suivants du code civil, mais dans un élan contraire que s’inscrit la Cour de Cassation français qui décide que le prêt consenti par un professionnel de crédit n'est pas un contrat réel. Cette décision de la cour de cassation demeure critiquable dans la mesure l'essence même du contrat  est respecté même s'il s'agit d'un professionnel de crédit qui a consenti au prêt il continue toujours d'en être partie et par conséquent le prêt est valable.

### Ouvrages
- Forray Vincent, le concensualisme dans la théorie générale du contrat, L.G.D.J, 2007.
- Assi-Esso, Anne-Marie H., Droit civil : les obligations.
- Fages Bernard, Droit des obligations, LGDJ-Lextenso, dl 2015,cop.2015

### Articles
- Voir en droit français, Jobard-Bachelier(M.N), « Existe-t-il des contrats réels en droit français?» ; R.T.D.civ. 1985,
- Vincent Forray, Le consensualisme dans la théorie générale du contrat – Emmanuel Putman – RTD civ. 2007. 661 p. 1

### Liens connexes
- consensualimse|A.Bamadé&J.Bourdoiseau
- Le consensualisme|Portail sur le surendettement